# Новая (Покровское сельское поселение)
Но́вая – деревня в Покровской сельской администрации Покровского сельского поселения Рыбинского района Ярославской области . 
Деревня расположена на левом берегу реки Коровка, непосредственно через реку от села Покров, дающего имя сельскому поселению. В историческом центре села Покров, напротив Покровской церкви дорога Р104 имеет ответвление, которое по бетонному мосту пересекает Коровку. Эта дорога проходит по южной околице Новой, отделяя от неё деревню Малое Кстово, стоящую выше по течению Коровки. Далее, на юго-западной окраине Новой она вновь разветвляется, одна дорога следует на запад к деревням Архарово и Харитоново, которые относятся уже к Судоверфскому сельскому поселению. Другая идёт вверх по левому берегу Коровки в южном направлении к деревням Малое и Большое Кстово, Окулово. Ниже Новой, на противоположном берегу реки Коровка стоит деревня Максимовское. Северная часть деревни Новая, расположенная ниже по течению ближе к деревне Максимовское, на топокартах обозначена как деревня Ходово, в настоящее время такая деревня в документах не значится ,
На 1 января 2007 года в деревне Новая числилось 14 постоянных жителей. Почтовое отделение, расположенное в селе Покров, обслуживает в деревне Новая 51 дом. 